# Irene Manning

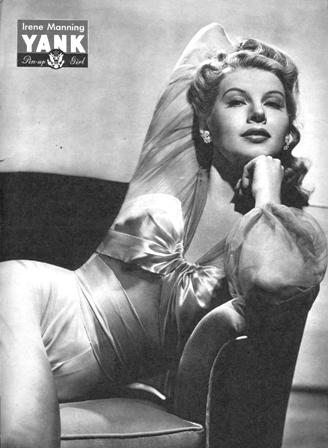
Irene Manning

Irene Manning (* 17. Juli 1912 als Inez Harvout in Cincinnati, Ohio; † 28. Mai 2004 in San Carlos, Kalifornien) war eine US-amerikanische Schauspielerin.
Manning gab 1936 ihr Filmdebüt. Große Erfolge feierte sie 1942 mit Yankee Doodle Dandy an der Seite von James Cagney und Der große Gangster neben Humphrey Bogart. In der Musicalverfilmung Liebeslied der Wüste von 1943 war sie in der Hauptrolle an der Seite von Dennis Morgan besetzt. In dem Musikfilm Hollywood Canteen von 1944 war sie – wie viele andere Stars ihrer Zeit – ebenfalls vertreten. Schon 1945 drehte Manning ihren letzten Kinofilm Escape in the Desert. Bis Mitte der 1950er-Jahre erfolgten noch einige Auftritte in Fernsehserien, dann zog sie sich von der Schauspielerei zurück.
Bis 1937 benutzte sie den Namen Hope Manning. Irene Manning war fünfmal verheiratet. In den 1990er Jahren arbeitete sie als Schauspiellehrerin. Sie starb 2004 an Herzversagen.

## Filmografie (Auswahl)
- 1936: The Old Corral
- 1937: Two Wise Maids
- 1937: Michael O’Halloran
- 1942: Yankee Doodle Dandy
- 1942: Spy Ship
- 1942: Der große Gangster (The Big Shot)
- 1943: Liebeslied der Wüste (The Desert Song)
- 1944: Shine on Harvest Moon
- 1944: Make Your Own Bed
- 1944: Hollywood Canteen
- 1944: The Doughgirls
- 1945: Escape in the Desert